# 2709 Sagan
2709 Sagan este un asteroid din centura principală, descoperit pe 21 martie 1982, de Edward Bowell.